# Исламский центр Вены
Исла́мский центр Ве́ны (нем. Islamisches Zentrum Wien) — крупнейшая мечеть в Австрии. Расположена в Вене, в районе Флоридсдорф.

## История
В 1969 году исламская община Вены купила участок земли площадью 8300 м² для строительства мечети. В связи с финансовыми трудностями, начало строительства было отложено несколько раз. В 1975 году Саудовский король Фейсал ибн Абдул-Азиз обязался взять на себя финансовые затраты по строительству мечети.
Строительные работы начались 1 июля 1977 года. 20 ноября 1979 года Венский исламский центр был открыт президентом Австрии Рудольфом Кирхшлегером. Это событие широко освещалось в местных средствах массовой информации.

## Мечеть
Минарет Венского исламского центра имеет высоту 32 метра. Высота купола составляет 16 метра, диаметр — 20 метров.

## Обучение
В 2012 году Венский исламский центр имени имама Али получил разрешение от Общества «Аль-Мостафа аль-Алямийе» на набор студентов по 120 специальностям в области исламской теологии.